# Beaufortia aestiva
Beaufortia aestiva là một loài thực vật có hoa trong Họ Đào kim nương. Loài này được K.J.Brooks mô tả khoa học đầu tiên năm 1998.